# San Juan (Berg)
Der San Juan oder auch Ancos Punta ist ein 5843 m hoher Berg in den peruanischen Anden. Er befindet sich in der Region Ancash und ist Teil des Cordillera-Blanca-Gebirges, eines Teilgebiets der Anden. Er liegt nordwestlich des Berges Huantsán.